# Mondim de Basto
Mondim de Basto ist ein Kreis (Concelho) und eine Vila (Kleinstadt) in Portugal mit 2971 Einwohnern (Stand 19. April 2021).

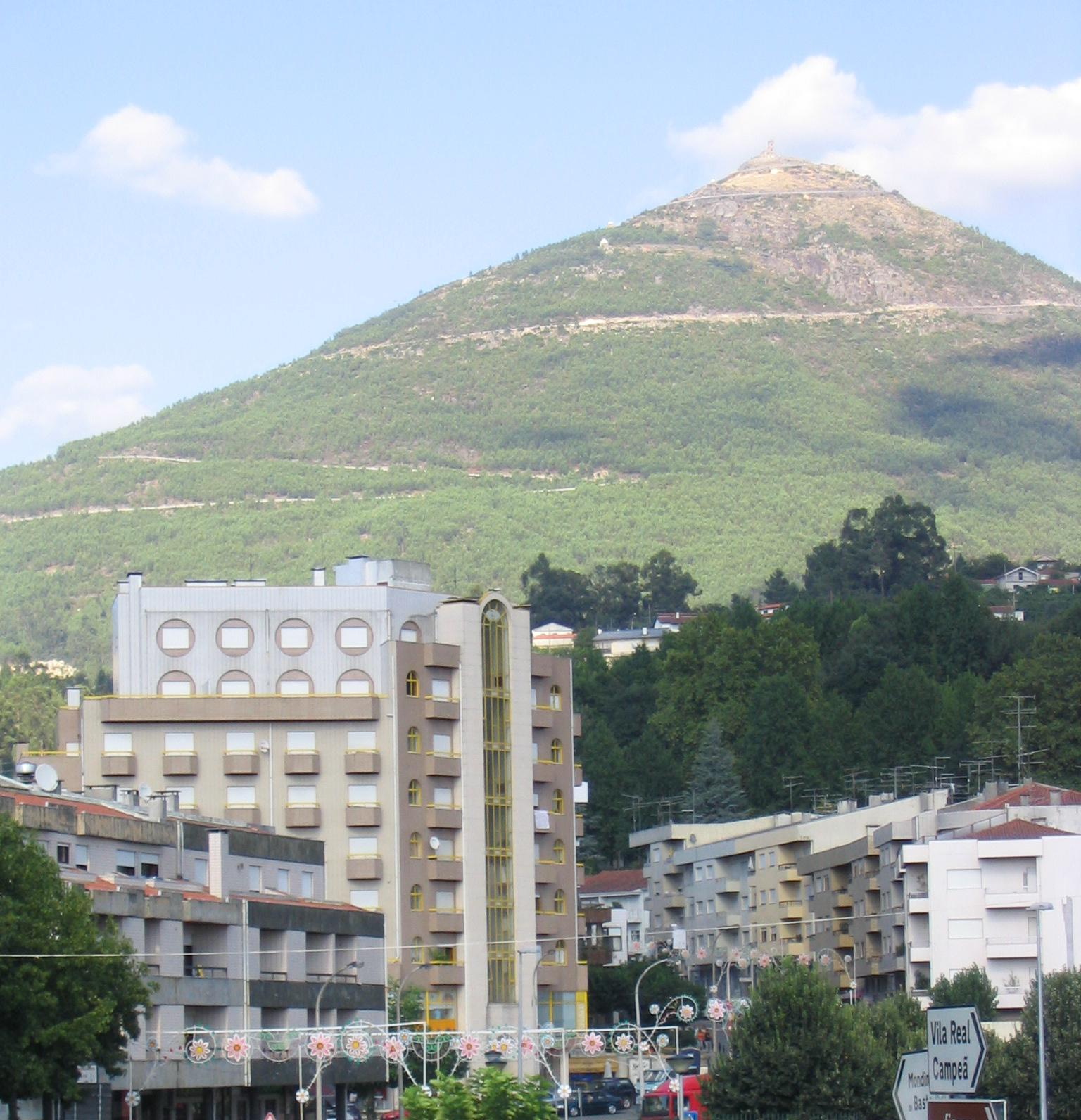
Blick hinauf zur Wallfahrtskirche Igreja de Nossa Senhora da Graça

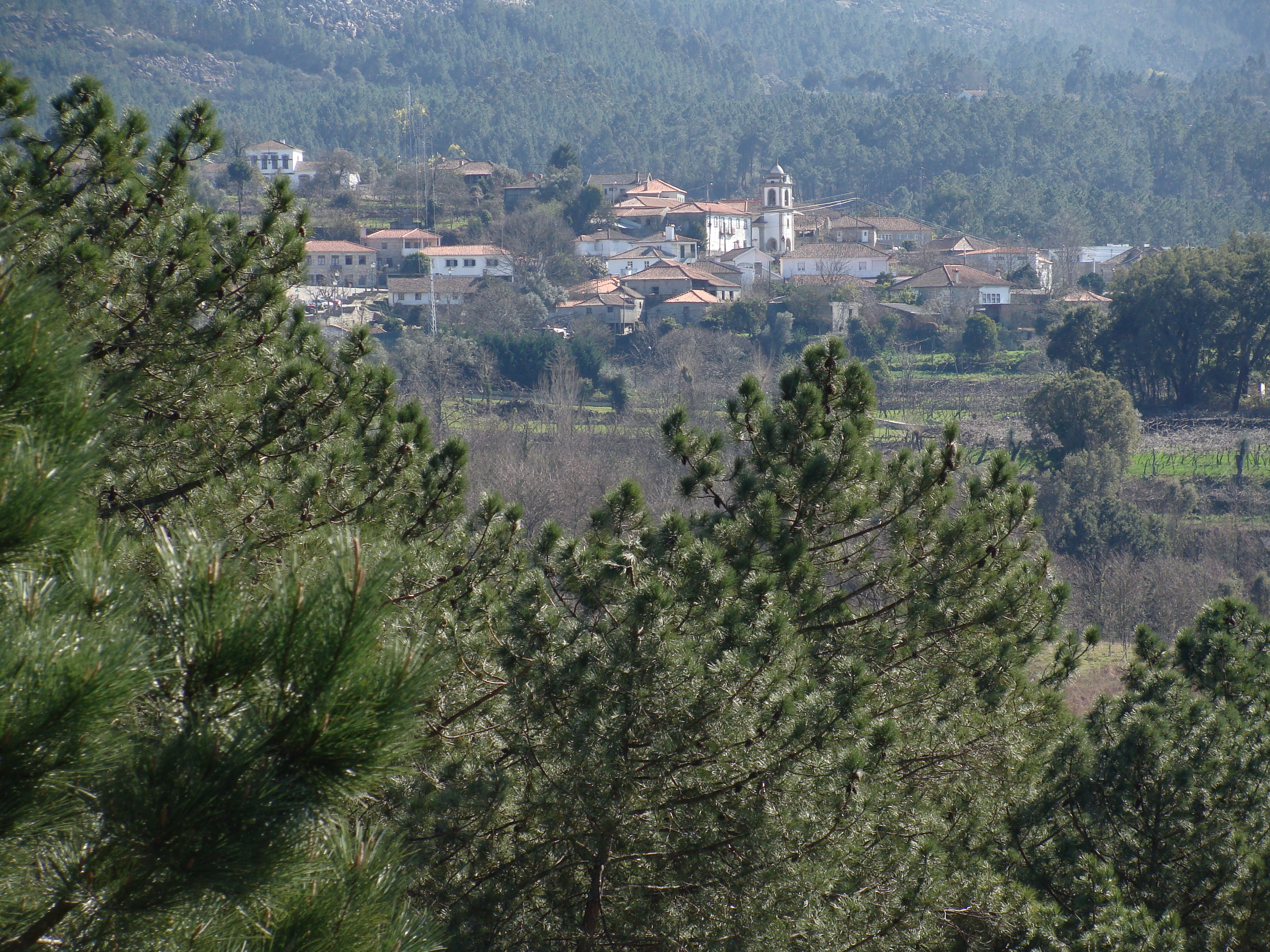
Blick auf den Ort und seine Umgebung

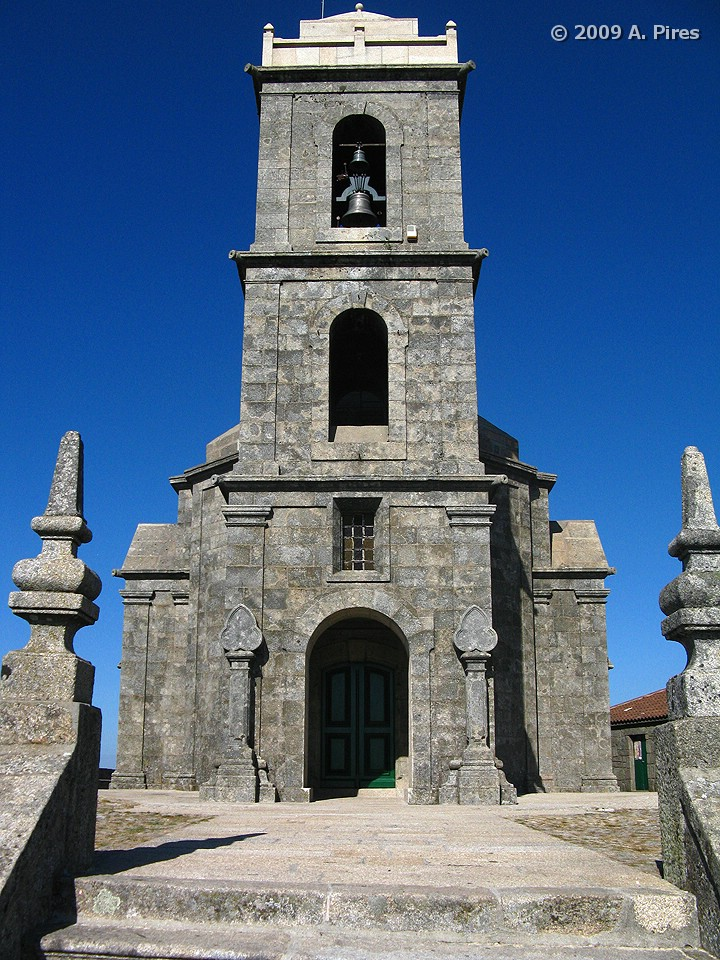
Die Wallfahrtskirche Igreja de Nossa Senhora da Graça

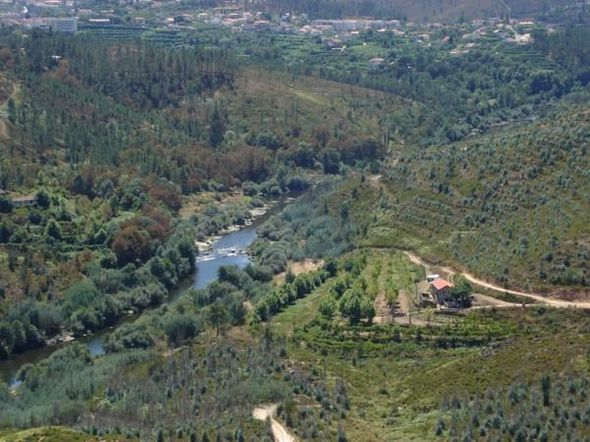
Landschaft bei Mondim de Basto (hier die Quinta do Rio)

## Geschichte
Funde von Wallburgen (Portugiesisch: Castros) belegen eine Besiedlung durch Keltiberer, bis zur Einnahme des Gebietes durch die Römer unter Decimus Iunius Brutus Callaicus im 2. Jahrhundert v. Chr. Nach einer ersten Verleihung von Stadtrechten (Foral) durch König Sancho I. erhielt der Ort 1514 erneuerte Stadtrechte durch Manuel I.
Im 18. Jahrhundert wurde Mondim de Basto Sitz eines neuformierten Kreises, auf Grund seines regional bekannten Marktes, seiner relativ großen Gebäudezahl, und seiner überregionalen Bekanntheit als Lieferant von Leder, Schuhen und Gerbstoffen.

## Verwaltung

### Kreis
Mondim de Basto ist Sitz eines gleichnamigen Kreises (Concelho). Die Nachbarkreise sind (im Uhrzeigersinn im Norden beginnend): Ribeira de Pena, Vila Real, Amarante, Celorico de Basto sowie Cabeceiras de Basto.
Im Zuge der administrativen Neuordnung in Portugal 2013 wurden die bisherigen Kreisgemeinden (Freguesias) Ermelo, Pardelhas, Campanhó und Paradança aufgelöst und zu zwei neuen Gemeinden zusammengefügt. Die Gesamtzahl der Gemeinden reduzierte sich dadurch von acht auf sechs.
Die folgenden Gemeinden liegen im Kreis Mondim de Basto:

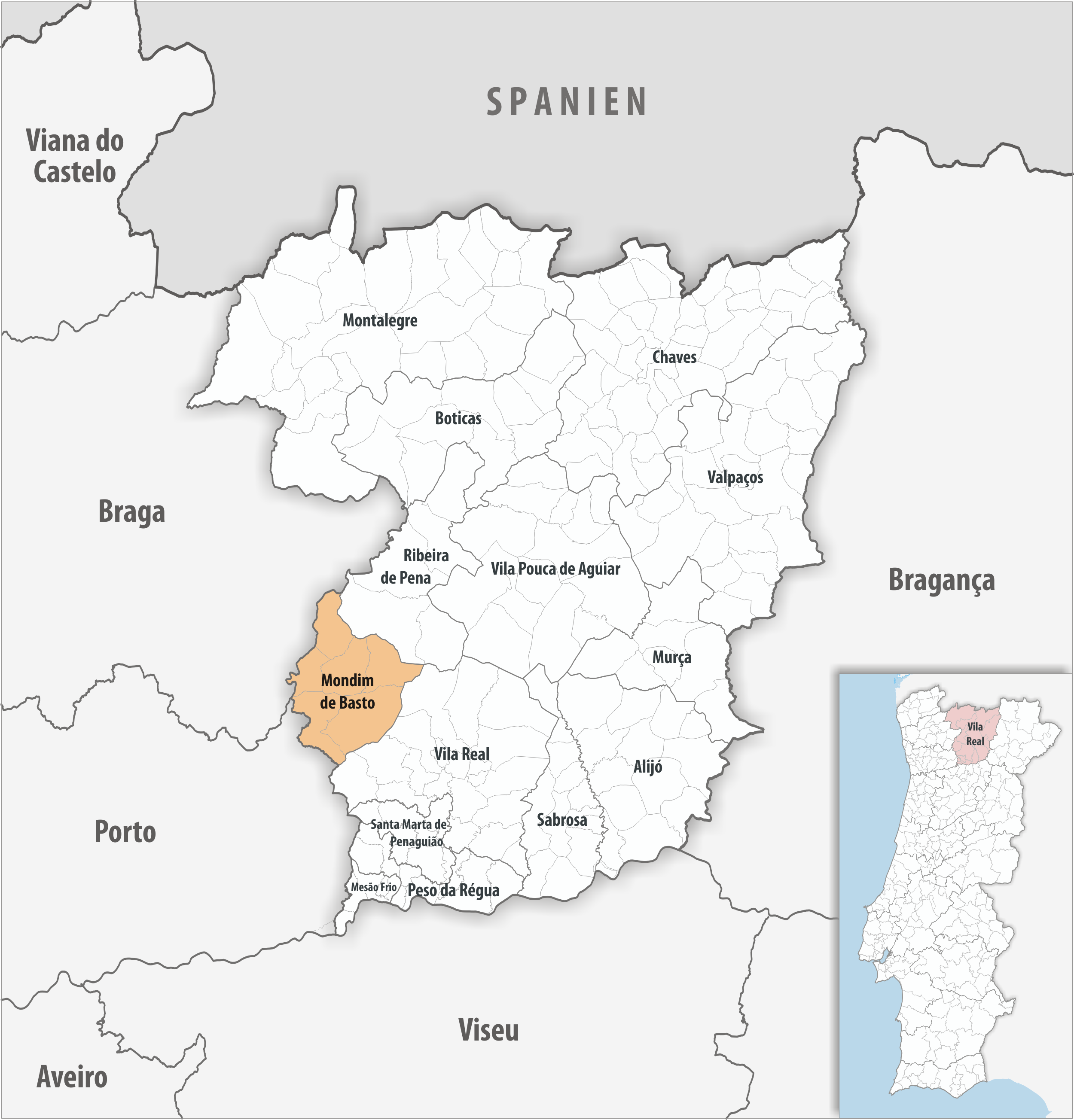
Kreis Mondim de Basto

| Gemeinde              | Einwohner (2021) | Fläche km² | Dichte Einw./km² | LAU- Code |
| --------------------- | ---------------- | ---------- | ---------------- | --------- |
| Atei                  | 1.144            | 24,68      | 46               | 170501    |
| Bilhó                 | 429              | 26,57      | 16               | 170502    |
| Campanhó e Paradança  | 600              | 30,03      | 20               | 170509    |
| Ermelo e Pardelhas    | 378              | 46,94      | 8                | 170510    |
| Mondim de Basto       | 2.971            | 15,97      | 186              | 170505    |
| Vilar de Ferreiros    | 888              | 27,89      | 32               | 170508    |
| Kreis Mondim de Basto | 6.410            | 172,08     | 37               | 1705      |

### Bevölkerungsentwicklung
| Einwohnerzahl im Kreis Mondim de Basto (1801–2011) | Einwohnerzahl im Kreis Mondim de Basto (1801–2011) | Einwohnerzahl im Kreis Mondim de Basto (1801–2011) | Einwohnerzahl im Kreis Mondim de Basto (1801–2011) | Einwohnerzahl im Kreis Mondim de Basto (1801–2011) | Einwohnerzahl im Kreis Mondim de Basto (1801–2011) | Einwohnerzahl im Kreis Mondim de Basto (1801–2011) | Einwohnerzahl im Kreis Mondim de Basto (1801–2011) | Einwohnerzahl im Kreis Mondim de Basto (1801–2011) | Einwohnerzahl im Kreis Mondim de Basto (1801–2011) |
| -------------------------------------------------- | -------------------------------------------------- | -------------------------------------------------- | -------------------------------------------------- | -------------------------------------------------- | -------------------------------------------------- | -------------------------------------------------- | -------------------------------------------------- | -------------------------------------------------- | -------------------------------------------------- |
| 1801                                               | 1849                                               | 1900                                               | 1930                                               | 1960                                               | 1981                                               | 1991                                               | 2001                                               | 2011                                               |                                                    |
| 2725                                               | 4068                                               | 7641                                               | 8398                                               | 10.328                                             | 9904                                               | 9518                                               | 8573                                               | 7493                                               |                                                    |

### Kommunale Feiertage
- 25. Juli

### Städtepartnerschaften
- Frankreich: Saint-Avertin[5]
- Luxemburg: Diekirch[6]

## Wirtschaft
Der Kreis gilt als strukturschwach. So war Mondim de Basto 2009 mit 616,70 Euro pro Kopf der Kreis mit dem niedrigsten Durchschnittslohn in Portugal.
Schuh- und Textilindustrie, Holzverarbeitung und Steinbrüche stellen die wichtigsten Industriezweige des Kreises dar, zudem haben Handel, Verwaltung und soziale Einrichtungen in der Vila als Mittel- bis Oberzentrum Bedeutung. Landwirtschaft, Binnenfischerei und Forstwirtschaft sind weiterhin wichtig im Kreis.